# تورنلی، کیزیلکهمام
تورنلی، کیزیلکهمام (به لاتین: Turnalı, Kızılcahamam) یک منطقهٔ مسکونی در ترکیه است که در قزلچه‌حمام واقع شده‌است.